# Eiche Schackstraße 16
Die Eiche Schackstraße 16 in Hannovers Stadtteil Stadtteil Zoo wird als Naturdenkmal unter der Nummer ND-H 238 geführt. Nach seiner Art gehört der Baum zu den Stieleichen (Quercus robur).
Die Stadt Hannover hatte den Baum 1987 unter der Nummer ND-HS 30 unter Schutz gestellt. Die für die Aufgaben der unteren Naturschutzbehörde nunmehr zuständige Region Hannover ordnete die Naturdenkmale im Jahr 2010 neu und begründete die Unterschutzstellung dieses Baumes in einer Sammelverordnung mit dieser Beschreibung:
Es handelt sich um eine alte, schön gewachsene Eiche mit großer Krone, die auf einer unversiegelten Grünfläche steht.
und nannte als Schutzzweck
Die Eiche ist wegen ihrer Größe und wegen des typischen Kronenhabitus selten.
Den Standort beschreibt die Verordnung:
Auf dem Grundstück Schackstraße 16, auf der Ostseite des Wohnhauses
und nennt als Flurdaten
Hannover-Hannover, Flur 16, Flurstück 11/18.
Ein Hinweis auf das Naturdenkmal, seine Bedeutung und seine Schutzwürdigkeit findet sich im April 2021 nicht am Rande des Grundstücks. Im Grundstück gegenüber (Gneisenaustraße 54) stehen zwei große Eichen, während als Straßenbäume in der Schackstraße Linden stehen.